# Shire of Christmas Island
Shire of Christmas Island is een Local Government Area (LGA) van het Australische externe territorium Christmaseiland. Deze LGA is sinds 1 juli 1992 bestuurlijk ingedeeld bij de staat West-Australië.